# The Prosperity Special

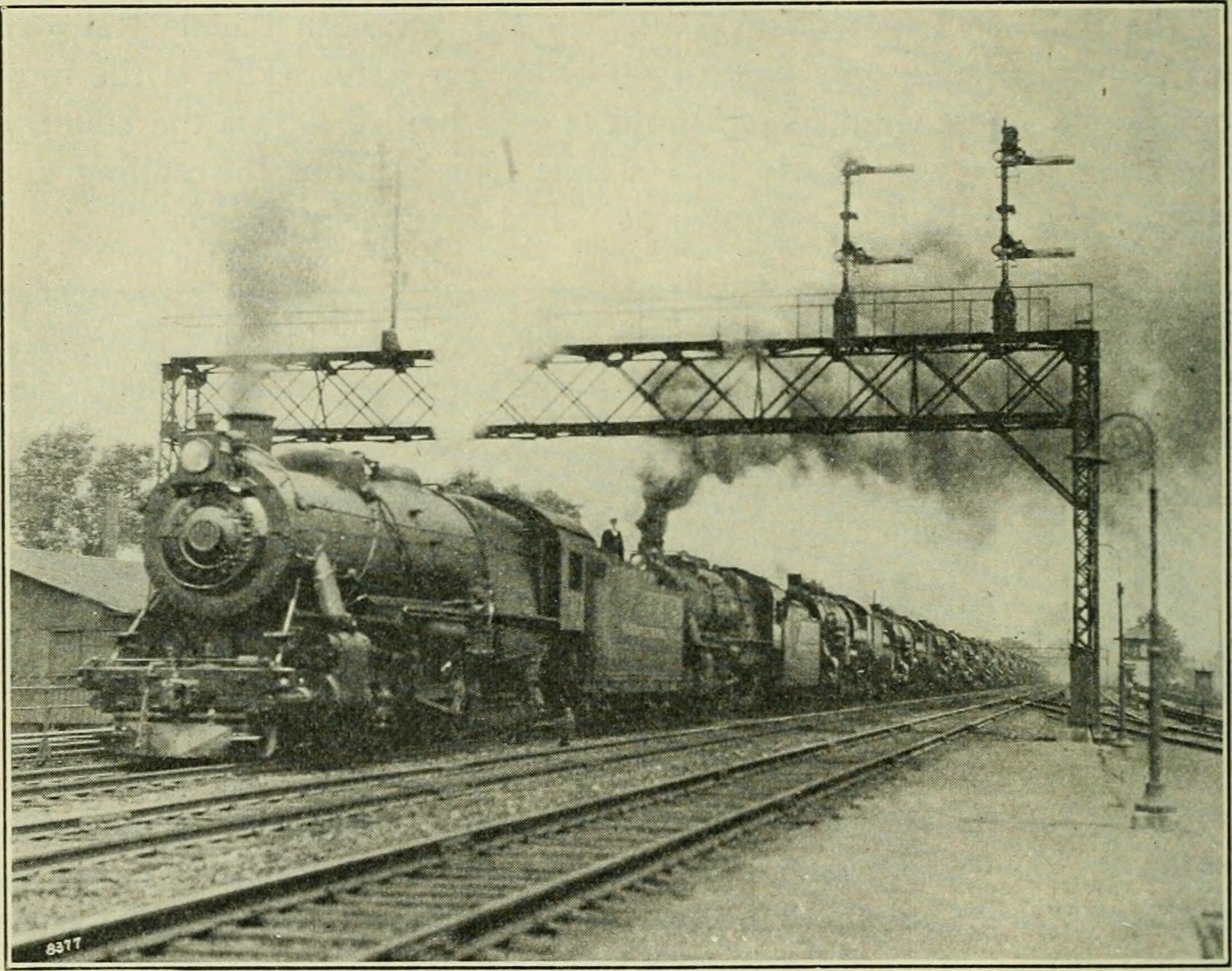
The Prosperity Special

The Prosperity Special (englisch für Wohlstands-Sonderzug) war ein Sonderzug für eine Lieferung von zwanzig 1'E'1-Baldwin-Dampflokomotiven der Klasse F-4 im Mai und Juni 1922.

## Geschichte
Die Lieferung von 20 Lokomotiven der Baldwin Locomotive Works an die Southern Pacific Company war Teil eines Auftrags über 50 Stück. Der Zug selbst war fast 800 m lang, ohne die ziehenden und schiebenden Lokomotiven. Er fuhr ab dem 22. Mai 1922 von Eddystone (Pennsylvania) über die Pennsylvania Railroad nach St. Louis. Es ging dann über die St. Louis Southwestern Railway nach Corsicana. Der Zug fuhr schließlich über die Southern Pacific nach Los Angeles, wo er im Juni 1922 ankam.
Die Lokomotiven wurden später im schweren Güterverkehr auf den Bergstrecken im äußersten Westen der Vereinigten Staaten eingesetzt. Jede Lokomotive war fast 30 m lang und wog 282 t (621.000 Pfund), so dass der gesamte Zug von 20 Lokomotiven über 6000 Tonnen wog.
Die Tender hatten zylindrische Wassertanks und einen kleineren Öltank am vorderen Ende, für den in allen Lokomotiven der Southern Pacific eingesetzten Brennstoff. Das Öl wurde mit einem Dampfstrahlinjektor in die Verbrennungskammer gesprüht und das Feuer wurde mit Hilfe von Ventilen angeblasen, die sich in Reichweite des Heizers befanden. Verschiedene moderne Vorrichtungen wurden eingesetzt, um die Effizienz und Kapazität der Lokomotiven zu erhöhen. Vor dem Eintritt in den Kessel wurde das Speisewasser erhitzt, und der Dampf wurde stark überhitzt, bevor er in die Dampfzylinder gelangte. Ein Hilfsmotor, ein sogenannter Booster, wurde am Nachläufer angebaut, um die Zugkraft beim Anfahren schwerer Züge und bei steilen Steigungen zu erhöhen. Die Fahrtrichtung der Lokomotive konnte durch ein kraftbetätigtes Gerät umgedreht werden, was den Lokführer von erheblicher Handarbeit entlastete.
Es war nur möglich, zwanzig dieser schweren Lokomotiven in einem Zug zu befördern, und es waren mehrere Zug- und Schublokomotiven auf ebenen Strecken erforderlich, während bei der Überquerung der Allegheny Mountains westlich von Altoona zusätzliche Hilfskraft benötigt wurde. Nicht weniger als sechs Lokomotiven waren erforderlich, um den Zug durch die Horseshoe Curve in Pennsylvania zu ziehen. Während der gesamten Fahrt war jede Lokomotive von einem erfahrenen Lokomotivführer besetzt, der für die Lokomotive verantwortlich war, der er zugeteilt wurde.

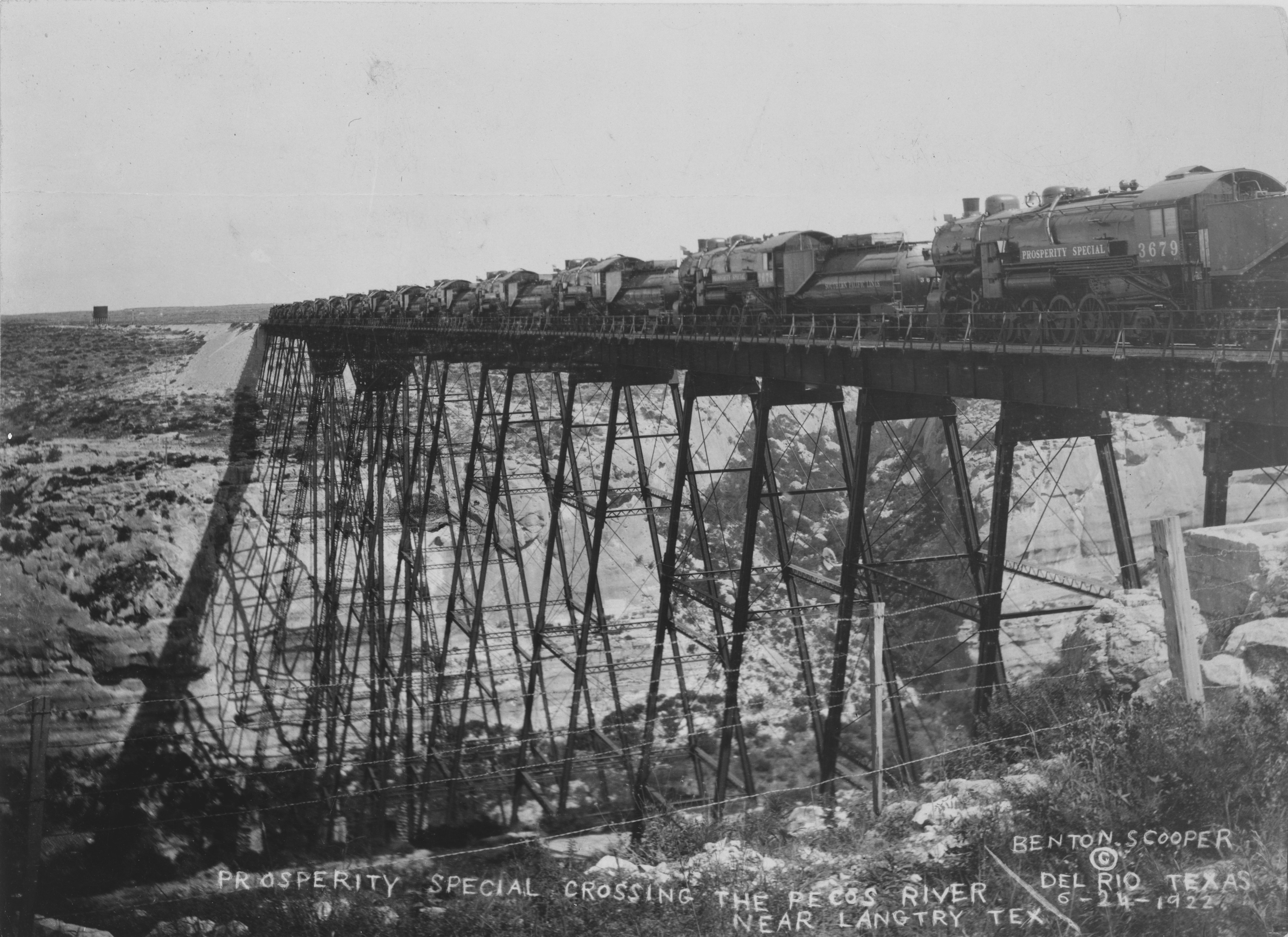
Überquerung des Pecos River bei Langtry, Texas

Die Abfahrt des Zuges, des wohl wertvollsten, der bis dahin in den Vereinigten Staaten bewegt wurde, war ein denkwürdiges Ereignis im Baldwin-Werk, das die Lokomotiven gebaut hatte. Viele angesehene Männer aus Washington (Pennsylvania), allen Teilen von Pennsylvania und angrenzenden Staaten, darunter auch Beamte der Southern Pacific und anderen Eisenbahnen des Landes, waren Zeugen des Starts. Aufgrund der Sorgfalt, die bei der Handhabung dieses Zuges angewandt werden musste, waren seine Bewegungen nur tagsüber möglich. Die Höchstgeschwindigkeit war limitiert, so dass der Zug während seiner langen Reise von Millionen von Menschen gesehen wurde. An vielen Bahnhöfen in den Städten, durch die der Zug fuhr, hatten staatliche und kommunale Behörden, Beamte und Mitglieder von Handelskammern, Handels- und Industrieverbänden, öffentlichen Schulbehörden und lokalen Handels- und Wirtschaftsverbänden Vorkehrungen getroffen, um den Zug auf seinem Weg durch ihre Ortschaften zu besichtigen. Über Nacht bot sich die Gelegenheit, die Lokomotiven genau unter die Lupe zu nehmen.